# 多切斯特 (新罕布什爾州)
多切斯特（英語：Dorchester）是一個位於美國新罕布什爾州格拉夫頓縣的鎮。

## 人口
根據2020年美國人口普查的數據，多切斯特的面積為117.10平方千米，當中陸地面積為115.50平方千米，而水域面積為1.60平方千米。當地共有人口339人，而人口密度為每平方千米3人。